# Herb księstwa oleśnickiego

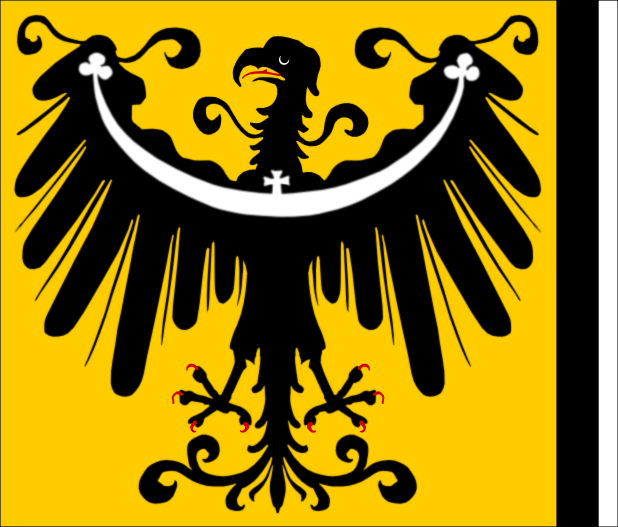
Herb

Herb piastowskiego księstwa oleśnickiego do 1492 roku był identyczny z herbem księstwa wrocławskiego i przedstawiał w złotym polu tarczy czarnego orła,dziób i szpony czerwone, ze srebrną przepaską w kształcie półksiężyca ze srebrnym krzyżem na wewnętrznym łuku przepaski.
Spotyka się też wersje orła bez krzyża na przepasce.
Herb Piastów oleśnickich (i wrocławskich) stanowił podstawę późniejszego niemieckiego herbu Dolnego Śląska.
W latach 1495–1647 po przejęciu księstwa przez książąt z rodu Podiebradów herbem księstwa stał się pięciopolowy herb Podiebradów  ziębickich.
W herbie kolejnych właścicieli księstwa w latach 1649–1792  z rodu Würtemberg-Weitlingen orzeł oleśnicki na tarczy sercowej, stał się elementem pięciopolowego herbu tego rodu.
Orzeł oleśnicki znalazł się też w herbie właścicieli księstwa w latach 1792–1884, książąt z rodu Welfów (linia Braunschweig-Lüneburg-Oels, Braunschweig-Wolfenbüttel-Oels).